# Noceda del Bierzo
Noceda del Bierzo – gmina w Hiszpanii, w prowincji León, w Kastylii i León, o powierzchni 72,14 km². W 2011 roku gmina liczyła 760 mieszkańców.